# Папужець фіолетовоголовий
Папужець фіолетовоголовий (Psittacula cyanocephala) — вид папугоподібних птахів родини Psittaculidae. Поширений у Південній Азії.

## Поширення
Вид досить поширений від передгір'їв Гімалаїв на південь до Шрі-Ланки. Трапляється на півдні Непалу та Бутану, сході Пакистану, заході Бангладеш, на більшій частині Індії та у Шрі-Ланці. Не зустрічається в посушливих регіонах західної Індії. Мешкає у різноманітних лісових середовищах, включаючи міські парки.

## Опис
Папужець фіолетовоголовий досягає розміру 33-37 см, з яких близько 20-25 см займає хвостове пір'я. Вага папуг близько 60 г. Самці мають яскраву червону голову з синім відтінком, яка оточена чорним коміром і чорною бородою. Також мають червону пляму на плечі. Самиці мають сіру голову з відтінками синього або чорного. Нашийник, як правило, має жовтуватий завиток, але також може виглядати як чорна нитка. У самиць повністю відсутні чорна борода і червона нашивка на плечі. Верхній дзьоб помаранчевий, а нижній чорний у обох статей. Хвостове пір'я у самців значно довше, ніж у самиць; у самок синє хвостове пір'я закінчується коротким жовтуватим або білим забарвленням. У самців хвости довші і яскравіші.